# (2091) Sampo
(2091) Sampo – planetoida z pasa głównego asteroid okrążająca Słońce w ciągu 5 lat i 86 dni w średniej odległości 3,01 au. Została odkryta 26 kwietnia 1941 roku przez Yrjö Väisälä. Przed nadaniem nazwy planetoida nosiła oznaczenie tymczasowe (2091) 1941 HO.